# マウンテン・ア・ゴーゴー・ツー
「マウンテン・ア・ゴーゴー・ツー」は、キャプテンストライダムの楽曲。2004年11月3日にソニー・ミュージックアソシエイテッドレコーズ及び風待レコードメジャーからメジャーデビュー・シングル（通算2作目のシングル）として発売。

## 解説
前作『マウンテン・ア・ゴーゴー』より1年2ヶ月ぶりのリリースで、メジャーデビュー・シングル。
表題曲「マウンテン・ア・ゴーゴー・ツー」は、バンド初のアニメソング。
2010年に発売されたベスト・アルバム『ベストロリー』に唯一収録されなかったシングル曲。ただしカップリングの2曲は収録された。

## 収録曲
| 全作詞・作曲: 永友聖也、全編曲: キャプテンストライダム。 |                                     |          |            |      |
| #                                                        | タイトル                            | 作詞     | 作曲・編曲 | 時間 |
| 1.                                                       | 「マウンテン・ア・ゴーゴー・ツー」  | 永友聖也 | 永友聖也   | 4:18 |
| 2.                                                       | 「ノーテンフラワー」                | 永友聖也 | 永友聖也   | 3:07 |
| 3.                                                       | 「ヤルキレス (Live at SHIBUYA-AX)」 | 永友聖也 | 永友聖也   | 3:22 |
| 合計時間:                                                | 合計時間:                           | 10:47    |            |      |

## 曲の解説
1. マウンテン・ア・ゴーゴー・ツー
テレビ東京系アニメ『NARUTO -ナルト-』第7期[注釈 1]エンディングテーマ。
フジテレビ系『E★L★V★I★S』エンディングテーマ。
前作「マウンテン・ア・ゴーゴー」をテーマ曲にしたいという『NARUTO -ナルト-』のスタッフ側の希望を聞き入れ、アニメソングにそぐわない歌詞を書き直したもの[1]。そのため、メロディラインや演奏は前作と同じである。
2. ノーテンフラワー
崎陽軒CMソング。
アマチュア時代の楽曲のリメイク。東京でライブ活動を行うようになった日に、観客席の中に永友の初恋の女性を見つけたことに触発されて書いた楽曲[2]。
3. ヤルキレス (Live at SHIBUYA-AX)
アルバム『ブッコロリー』収録曲のライブバージョン。

## 収録アルバム
マウンテン・ア・ゴーゴー・ツー
- 108DREAMS
- NARUTO BEST HIT COLLECTION 2

ノーテンフラワー
- ベストロリー

ヤルキレス (Live at SHIBUYA-AX)
- ベストロリー

## ライブ映像作品
マウンテン・ア・ゴーゴー・ツー
- キミトベ（CD-EXTRA）